# زابيير كاستيلو
زابيير كاستيلو (بالإسبانية: Xabi Castillo) (مواليد 29 مارس 1986 في دورانغو - إسبانيا) لاعب كرة قدم إسباني يلعب حاليا لصالح نادي الدرجة الأولى أتلتيك بيلباو الإسباني منذ 2009 في مركز الظهير الأيسر .

## روابط خارجية
- زابيير كاستيلو على موقع قاعدة بيانات كرة القدم.إي يو (الإنجليزية)
- زابيير كاستيلو على موقع Soccerway.com (الإنجليزية)